# Triangulierte Kategorie
Triangulierte Kategorie ist ein Begriff aus der homologischen Algebra. Triangulierte Kategorien bieten einen gemeinsamen Rahmen für derivierte Kategorien und für die stabilen Modulkategorien der Darstellungstheorie. Ursprünglich wurden sie durch Verdier eingeführt, um derivierte Funktoren der algebraischen Geometrie zu studieren.

## Definition
Eine triangulierte Kategorie besteht aus
- einer additiven Kategorie {\displaystyle {\mathcal {C}}},
- einem additiven Funktor {\displaystyle T\colon {\mathcal {C}}\rightarrow {\mathcal {C}}}, der eine Äquivalenz von Kategorien (a) ist, und
- einer Klasse von Tripeln von Morphismen {\displaystyle A\,{\xrightarrow {f}}\,B\,{\xrightarrow {g}}\,C\,{\xrightarrow {h}}\,T(A)} in {\displaystyle {\mathcal {C}}}. Elemente {\displaystyle (f,g,h)} dieser Klasse nennt man ausgezeichnete Tripel.

Dabei verlangt man, dass die folgenden vier Axiome gelten: (b)
(TR1)
- Zu jedem Objekt {\displaystyle X} aus {\displaystyle {\mathcal {C}}} ist das Tripel {\displaystyle X\,{\xrightarrow {\operatorname {Id} _{X}}}\,X\rightarrow \,0\,\rightarrow T(X)} ausgezeichnet.
- Zu jedem Morphismus {\displaystyle A\,{\xrightarrow {f}}\,B} aus {\displaystyle {\mathcal {C}}} gibt es mindestens ein ausgezeichnetes Tripel der Form {\displaystyle A\,{\xrightarrow {f}}\,B\,{\xrightarrow {g}}\,C\,{\xrightarrow {h}}\,T(A)}.
- Ein Tripel ist genau dann ausgezeichnet, wenn es zu einem ausgezeichneten Tripel isomorph ist. Das heißt: Ist das Diagramm

kommutativ, und sind die senkrechten Morphismen Isomorphismen, dann ist die untere Zeile genau dann ein ausgezeichnetes Tripel, wenn die obere Zeile ein ausgezeichnetes Tripel ist.

(T2)
Ist {\displaystyle A\,{\xrightarrow {f}}\,B\,{\xrightarrow {g}}\,C\,{\xrightarrow {h}}\,T(A)} ausgezeichnet, dann ist auch {\displaystyle B\,{\xrightarrow {g}}\,C\,{\xrightarrow {h}}\,T(A)\,{\xrightarrow {-T(f)}}\,T(B)} ausgezeichnet.
(TR3)
Kommutiert das linke Quadrat im Diagramm

und sind die beiden Zeilen ausgezeichnete Tripel, dann gibt es (mindestens) einen Morphismus {\displaystyle c} derart, dass das ganze Diagramm kommutiert.
(T4) Schwaches Oktaederaxiom
Ist {\displaystyle h=g\circ f}, dann gibt es ausgezeichnete Tripel {\displaystyle (f,f',f'')}, {\displaystyle (g,g',g'')}, {\displaystyle (h,h',h'')} und {\displaystyle (j,j',j'')} derart, dass das folgende „Zopfdiagramm“ (c) kommutiert.

## Beispiele
Häufig definiert man die Klasse der ausgezeichneten Tripel, indem man eine Klasse von Standardtripeln beschreibt und dann definiert: Ein Tripel ist genau dann ausgezeichnet, wenn es zu einem Standardtripel isomorph ist.
1. Sei {\displaystyle {\mathcal {A}}} eine abelsche Kategorie. Dann ist auch die Kategorie {\displaystyle \mathop {Ch} ({\mathcal {A}})} aller Kettenkomplexe in {\displaystyle {\mathcal {A}}} abelsch. Analog zur herkömmlichen Homotopie-Kategorie bildet man die Homotopie-Kategorie {\displaystyle K({\mathcal {A}})}, indem man kettenhomotope Morphismen in {\displaystyle \mathop {Ch} ({\mathcal {A}})} miteinander identifiziert. Diese Kategorie ist selbst nicht abelsch, aber doch trianguliert, wobei:
  - {\displaystyle T} ist die Verschiebung {\displaystyle T(A)_{*}=A[-1]_{*}}, das heißt {\displaystyle T(A)_{n}=A_{n-1}} und {\displaystyle d_{n}^{T(A)}=-d_{n-1}^{A}}.
  - Die Standardtripel sind die Tripel der Form {\displaystyle A_{*}\,{\xrightarrow {f_{*}}}\,B_{*}\,{\xrightarrow {i_{*}}}\,C(f)_{*}\,{\xrightarrow {j_{*}}}\,A[-1]_{*}} für jeden Morphismus {\displaystyle A_{*}\,{\xrightarrow {f_{*}}}\,B_{*}} aus {\displaystyle \mathop {Ch} ({\mathcal {A}})}, wobei {\displaystyle C(f)_{*}} der Abbildungskegel ist und {\displaystyle i_{*}}, {\displaystyle j_{*}} die entsprechenden Strukturabbildungen sind.